# Dolomit-kéneslepke
A dolomit-kéneslepke (Colias chrysotheme) a fehérlepkefélék családjába tartozó, Eurázsiában elterjedt lepkefaj. 

## Megjelenése
A dolomit-kéneslepke szárnyfesztávolsága 2,9-5,1 cm. A hím elülső szárnyának alapszíne élénk kénsárga, több-kevesebb narancssárgás árnyalattal. A szárnyszegély fekete, benne az élénksárga erek rendszerint feltűnően kiemelkednek; a szegély belső határa ívelt, az erek mentén behúzódik. A sejt külső szélén fekete petty látható, amely belül rendszerint narancssárga. A hátulsó szárny narancssárga, valamivel keskenyebb fekete szegéllyel; az erek itt is sárgák, a szegély belső határvonala zegzugos. A szárny belső része szürkén hamvas. A hátsó szárny közepén, a sejtben élénk narancsszín petty látszik, lisztfoltja nincsen. A szárnyak fonákja sárga. Mindkét nem szrányfonákján az elülső szárnyon fekete, a hátulsón barna szegély menti pettysor húzódik végig. A sejtvégi petty gyöngyházszínű, az elülső szárnyon fekete, a hátsón barna kerettel.
A nőstény szárnyainak fekete szegélyében sárga foltsor húzódik, amely annyira összeérhet, hogy a fekete szegélytér mintegy két fekete szalagra válik szét. Az elülső szárnya tövét és a hátulsó szárnyat szürke behintés fedi. A fonák a híménél halványabb sárga. 
Az egy éven belüli nemzedékek kissé eltérhetnek; az őszi nemzedékben ritkán szürkésfehér alapszínűek (f. hurleyi) is előfordulhatnak.
Petéje eleinte fehér, majd néhány napon belül vörösbarnára sötétedik; orsó alakú, hosszában bordázott.
Hernyója zöld, oldalán vékony fehér-piros vonallal. Feje zöld, majd fekete. 

### Hasonló fajok
A narancsszínű kéneslepke és a sáfrányszínű kéneslepke hasonlít hozzá.

## Elterjedése
Eurázsiában honos. Burgenlandnál éri el elterjedése nyugati határát és egy viszonylag keskeny sávban keleten egészen Mongóliáig előfordul. Közép- és Kelet-Európában élőhelyének pusztulása miatt száma jelentősen megritkult, Csehországból kipusztult. Magyarországon a Dunántúli-középhegységben (főleg a Kelet-Bakony kopár legelőin) és a Kiskunságban (innen több évtizedre eltűnt, de a 2000-es évek óta ismét megtalálható) él; a Fertő-tó környékéről és a Szigetközből kipusztult.  

## Életmódja
Száraz, meleg, meszes talajú sziklafüves lejtősztyepprétek, homokpusztarétek, löszgyepek lepkéje. Kb. 500 méteres magasságig fordul elő.
Áprilistól novemberig négy nemzedéke fejlődik, de ezek átfedik egymást és végig megfigyelhetők az imágók. Július közepétől szeptember közepéig fordul elő legnagyobb számban. A nőstény a levelek felső oldalára, esetleg hajtásvégekre, ritkán a szárra ragasztja egyesével a petéit. Hernyója különféle pillangósvirágúak, csüdfű-fajok (Astragalus spp., különösen a kisvirágú csüdfű), bükköny-fajok (Vicia spp.) leveleivel táplálkozik. Igen gyorsan fejlődik, kedvező körülmények között két héten belül bebábozódik. Az őszi nemzedék hernyója áttelel.  
Magyarországon védett, természetvédelmi értéke 100 000 Ft.

## Alfajai
- C. c. chrysotheme: tavasszal inkább zöldessárga, nyáron narancssárgább; a Fertő-tótól Dél-Oroszországig
- C. c. audre: kisebb, hegyesebb szárnyú, színe halványabb naranccssárga, , fekete szegélysávja szélesebb; Szibéria a Bajkáltól keletre, Mongólia
- C. c. elena: nagyobb, a hímek sötétebb narancsszínűek; hegyi faj: Altaj, Szaján, Tuva hegységek, Mongólia fennsíkjai

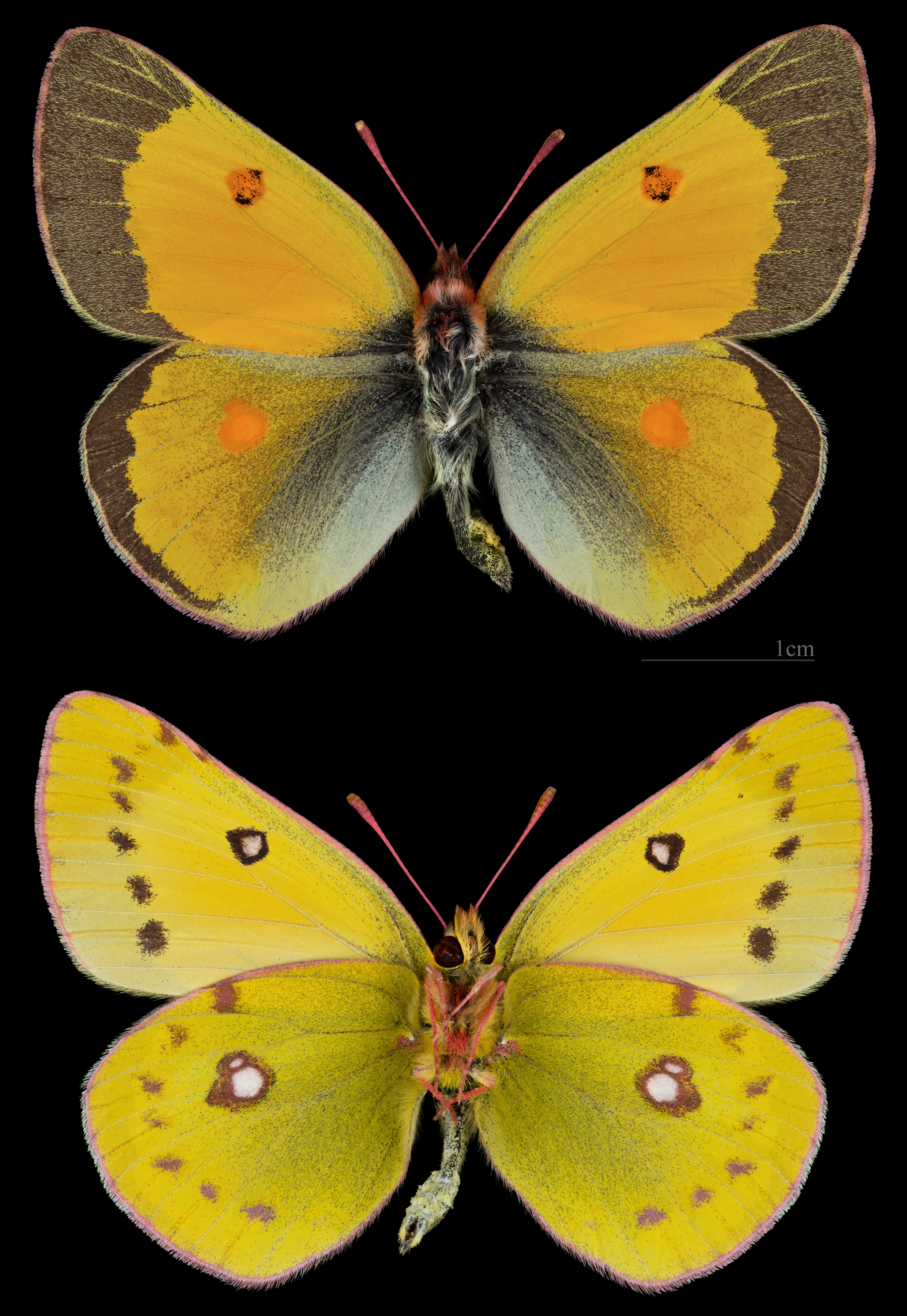
Hím
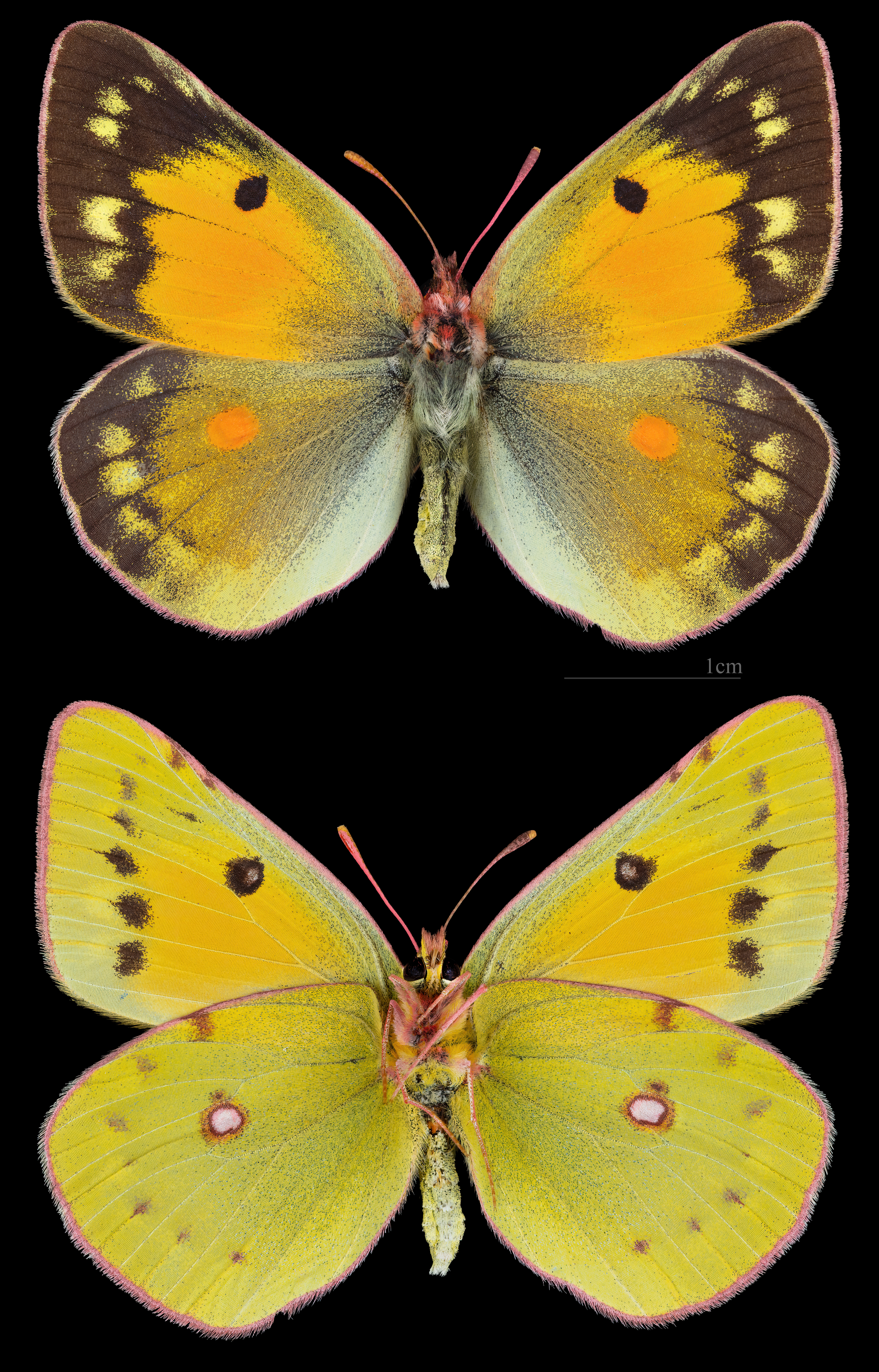
Nőstény
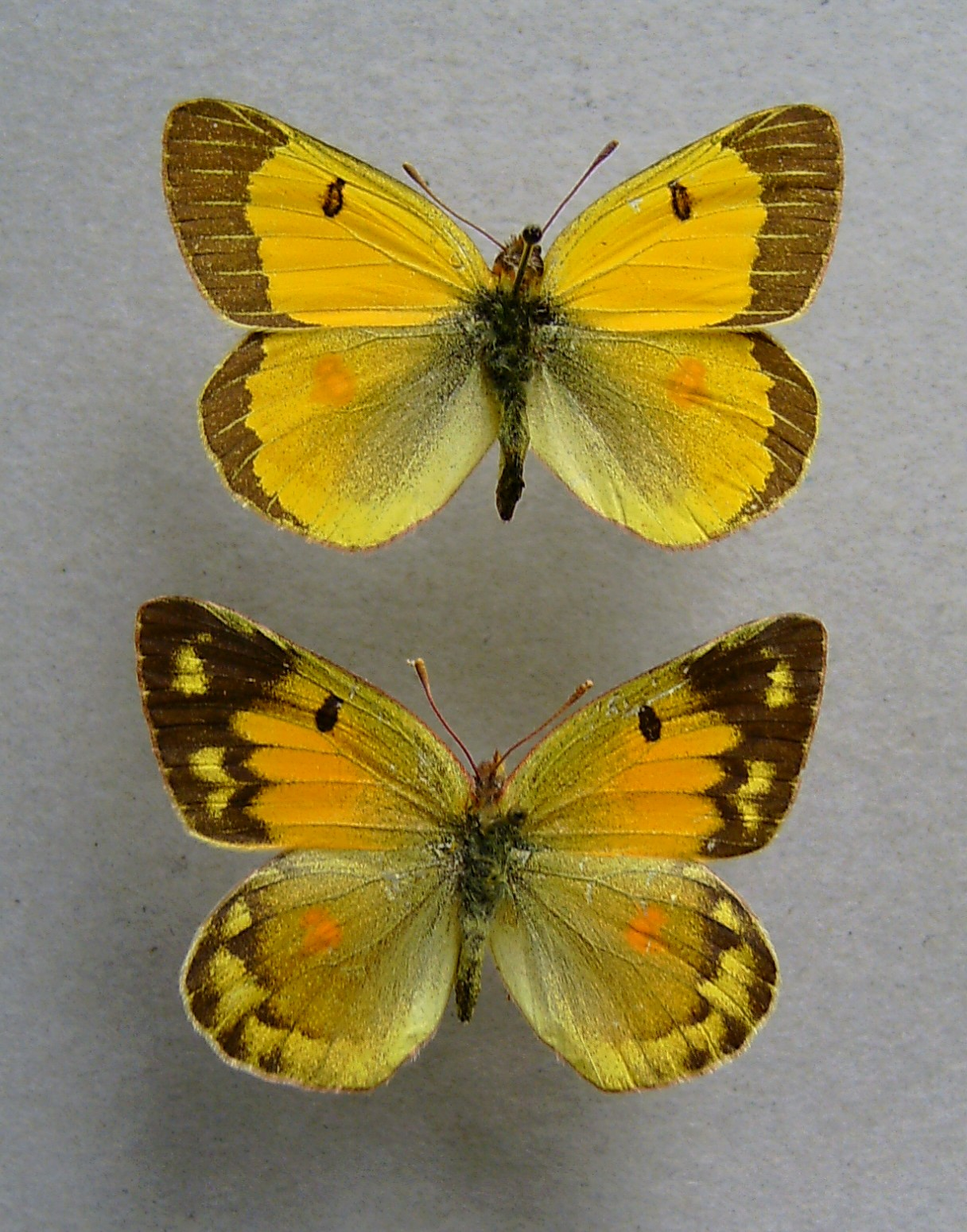
Burgenlandi példány
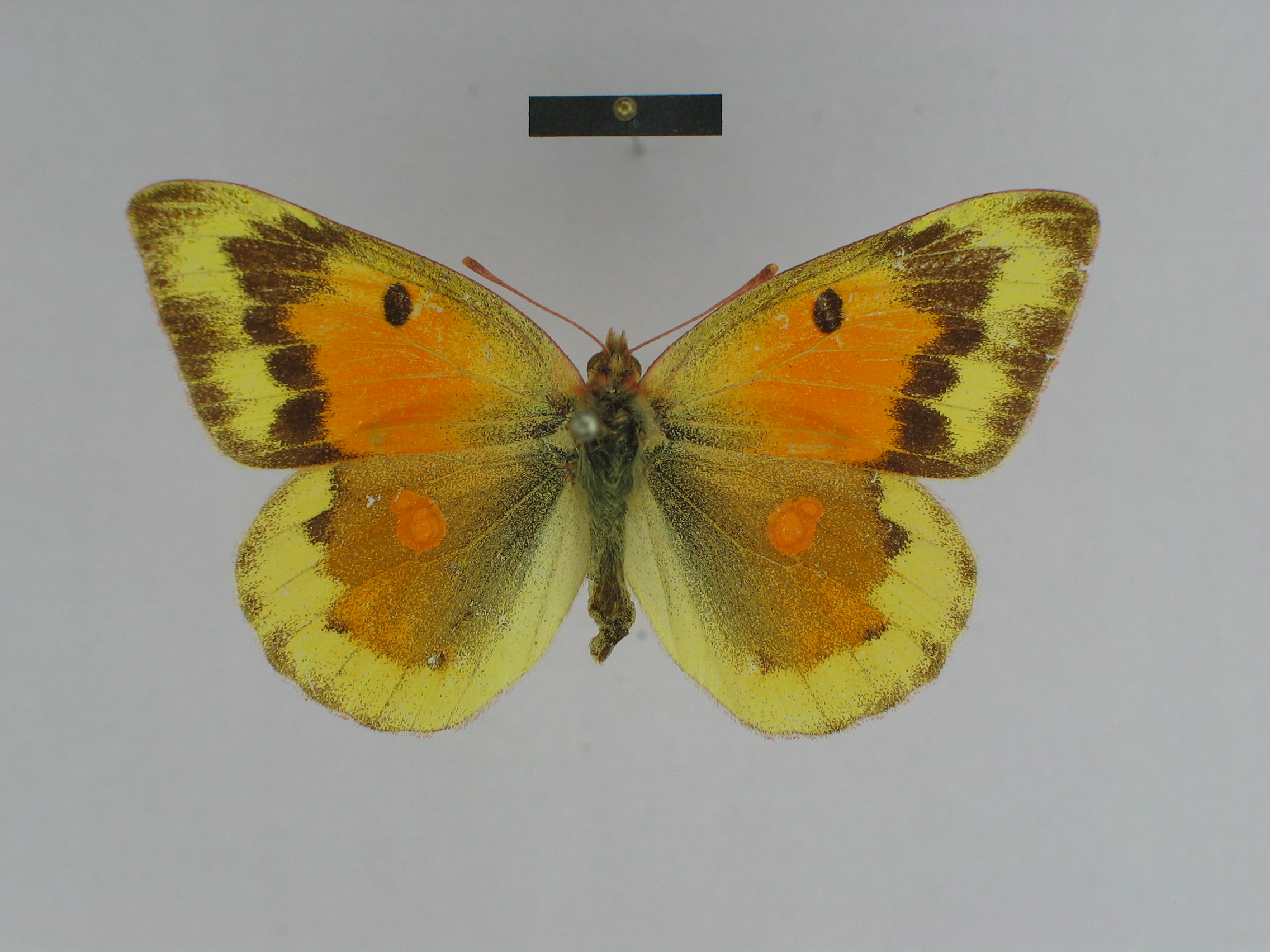
Az audre alfaj nősténye